# 出雲振根
出雲振根（いずものふるね、生没年不詳）は『日本書紀』等に伝わる古墳時代の地方豪族。『古事記』には彼に関する記載は存在せず、倭建命が出雲建を倒すときに同様の行為をした、と伝えられている。

## 概要
『日本書紀』巻第五によると、崇神天皇は群臣に詔して「武日照命（たけひなてるのみこと）、別名武夷鳥（たけひなとり）、あるいは天夷鳥（あめのひなどり）が天から持って来られたという神宝が出雲大神（熊野神または杵築神）の宮に収蔵してあるのだが、これを見たい」とおっしゃられた。そこで、使者として、矢田部造の遠い祖先である武諸隅（たけもろすみ)、別の書には大母隅（おおもろすみ）と伝わっている武将を遣わして献上させた。このとき、神宝を管理していたのは出雲臣の遠い祖先である出雲振根（いずものふるね)であったが、筑紫国へいっていて留守だったので、弟の飯入根（いいいりね）が（独断で）皇命をうけて弟の甘美韓日狭（うましからひさ）と息子の鸕濡渟（うかずくぬ）につけて、神宝を貢上してしまった。
筑紫から帰ってきた振根はこのことを聞いて、弟を責めた。
「数日待つべきであった。何を恐れてたやすく神宝を差し出したのか」
心の傷が癒えなかったのか、そのことを何年も根に持った振根は、弟を殺そうと思い立った。
「このごろ、止屋（やむや、現在の島根県出雲市今市町・大津町・塩冶町付近）の淵にあさざが生い茂っている。一緒に行って見て欲しい」
こう言って、弟を誘い出した。
淵のほとりに辿り着いて、兄は弟に言った。
「淵の水が清い。どうか一緒に水浴をしないか」
そう言って、弟を誘いだし、先に陸にあがって、弟の刀をあらかじめ作っておいた本物そっくりの自分の木刀とすり替えた。弟は驚いて兄の木刀を手にとったが、木刀を抜くことはできなかった。そして、振根は飯入根を斬り殺してしまった。
時の人はこの情景を以下のように和歌に詠んだ。
飯入根の弟と子供は、このことを詳しく朝廷に訴えた。その結果、振根は天皇の遣わした将軍、吉備津彦（きびつひこ）と武渟川別（たけぬなかわけ）によって殺されてしまった。
その後、出雲臣はしばらく出雲大神を祭らぬままでいたが、丹波国氷上郡（現在の兵庫県丹波市氷上町あたり）の女性で氷香戸辺（ひかとべ）という人が、皇太子に自分の幼子が歌っている歌を伝え、その結果、天皇は鏡を祭らせた、という。
この8年後に崇神天皇は崩御している。
『書紀』巻第六によると、（上記の出来事から34年後の）垂仁天皇26年には、天皇の命で大連の物部十千根（もののべ の とおちね）が、出雲に神宝の検校をしにいったと伝えられている。

## 考証
上記の物語は、景行天皇の時代に「倭建命」が出雲建を殺した策略とほぼ同じで、伝承の混同が見られる。なお、『書紀』の「日本武尊」は熊襲征伐の帰路に吉備と難波の神を退治しているが、出雲には立ち寄ってはいない。
神宝献上の記事に登場する「出雲大神」を杵築大社とする説が多いが、これは出雲臣の祖神から伝えた神宝であるため、出雲臣がいた意宇郡の熊野大社である可能性も指摘されている。また、上記の崇神紀の物語や考古学的な成果から、熊野大社を奉斎する出雲東部の勢力と杵築大社を奉斎する出雲西部の勢力の二項対立を想定する説が、井上光貞を筆頭にこれまで多数主張されている。